# 纪辉
纪辉（1917年11月2日—1980年10月16日），原名曹济晦，河南汝南人，中国共产党官员。

## 生平
1937年参加中国共产党领导的革命工作，历任党政军多种领导职务。中华人民共和国成立后，历任中共上高县委书记，中共中央中南局组织部处长，中共武汉市委组织部副部长，中共湖北省委监察委员会副书记等职。
1959年庐山会议后，1959年底至1960年初，武汉市开展了一场“反右倾宗派主义”的斗争，受批判的主要有李尔重（时任中共武汉市委书记处书记）、杨青（时任中共武汉市委书记处书记）、赵长春（时任中共武汉市委组织部长）、纪辉（时任中共武汉市监察委员会书记）。因各种原因，中共武汉市委未能给这场斗争形成一个比较极端的结论，但斗争发生后不久，李尔重、杨青、赵长春、纪辉先后离开中共武汉市委。两年后在1962年1月至2月间召开的七千人大会上，有人将此事捅出，要求甄别平反。会后，中共武汉市委将上述四人请回武汉，认错道歉。
1974年12月到1980年6月任武汉大学党委书记（1966年8月至1980年6月期间武汉大学无校长）。
工作之余，纪辉写了大量传统诗歌。